# Christian Rudolph
Pour les articles homonymes, voir Rudolph.
Christian Rudolph, né le 25 février 1949 à Bernsdorf, est un athlète est-allemand spécialiste du 400 mètres haies. Mesurant 1,85 m pour 80 kg, il était licencié au SC Cottbus.

## Biographie

### Palmarès
| Date | Compétition           | Lieu     | Résultat | Performance |
| ---- | --------------------- | -------- | -------- | ----------- |
| 1971 | Championnats d'Europe | Helsinki | 2e       | 49 s 30     |

### Records
| Épreuve          | Performance | Lieu | Date |
| ---------------- | ----------- | ---- | ---- |
| 400 mètres haies | 49 s 30     |      | 1971 |